# Žíkovec
Žíkovec je pravěké hradiště jihozápadně od Voltýřova u Klučenic ve Středočeském kraji v okrese Příbram. Nachází se na ostrožně nad pravým břehem Vltavy, resp. vodní nádrže Orlík. Hradiště bylo postaveno v pozdní době bronzové a později se v jeho prostoru nacházelo osídlení také v době halštatské a hradištní. Pozůstatky hradiště jsou chráněné jako kulturní památka.

## Historie
Ostrožna nad Vltavou byla poprvé opevněna v pozdní době bronzové, v průběhu desátého století před naším letopočtem, kdy se zde nacházelo lokální centrum štítarské kultury. Zlomky keramiky s příměsí tuhy dokládají další osídlení v době halštatské nebo časné době laténské. V raném středověku byla využita především akropole. Zdejší středověké sídliště mohlo mít charakter např. příležitostného útočiště, loveckého tábora nebo strážního bodu. Pravděpodobně nějakým způsobem souviselo s blízkým hradištěm u Kozárovic.
Lokalita je známá od konce devatenáctého století. Poprvé ji ve čtyřicátých letech dvacátého století prozkoumal Bedřich Dubský. Další archeologický výzkum, zaměřený zejména na opevnění, vedl Lubomír Smejtek v osmdesátých letech téhož století.

## Stavební podoba
Ostrožna s nadmořskou výškou přibližně 380 metrů nad soutokem Vltavy a Voltýřovského potoka je součástí Benešovské pahorkatiny. Její původně strmé a na západní straně až kolmé svahy jsou skryté pod hladinou orlické přehrady.
Hradiště se skládalo z akropole s rozměry 140 × 100 metrů a rozlohou asi 1,4 hektaru, na kterou na jihozápadě navazovalo předhradí (asi 1,5 hektaru). Boční strany hradiště chránily strmé svahy, takže na nich nebylo postaveno opevnění. Pouze v případě předhradí se uvažuje o možné existenci palisády a snad i brány, do které mohla ústit cesta z údolí. Předhradí od akropole odděluje terénní vlna s vystupujícími kameny, ale archeologicky zde nebylo zjištěno žádné opevnění.
Mohutná hradba chránila pouze přístupnou šíji na severovýchodě, kde se také nacházela vstupní brána. Pozůstatkem hradby je osmdesát metrů dlouhý val, který převyšuje terén akropole až o dva metry, ale převýšení vůči vnější straně dosahuje více než osmi metrů. Archeologický výzkum odkryl dvě stavební fáze hradby. První byla podle radiokarbonového datování postavena v průběhu desátého století před naším letopočtem. Starší hradbu tvořila čelní zeď z velkých kamenů, na kterou na vnitřní straně navazovala dřevohlinitá konstrukce. Hradba zanikla požárem, při kterém se rozvalila čelní zeď i vnitřní hliněné těleso.
Mladší hradba byla postavena na destrukci té starší. Na vnější i vnitřní straně ji tvořily kamenné lícované zdi a prostor mezi byl vysypán hlínou a kameny. Celková šířka hradby se pohybovala mezi 240 a 270 centimetry. Spolu s ní byla postavena také vnější obranná linie. Dochoval se z ní jen málo patrný val, na jehož koruně mohla stát palisáda. Níže ve svahu pod tímto vnějším valem byl výzkumem odkryt žlab, v něm mohla být ukotvena další palisáda.